# Гривцов, Андрей Андреевич
Андре́й Андре́евич Гривцо́в (род. 26 августа 1981, Орёл) — российский адвокат, бывший следователь по особо важным делам главного следственного управления Следственного комитета при прокуратуре РФ.
Получил известность из-за участия в деле о крупнейшей за всю историю России взятке и связанными с этим делом событиями.

## Биография
Андрей Гривцов родился 26 августа 1981 года в городе Орёл. В 2002 году получил высшее юридическое образование (юридический факультет Московской гуманитарно-социальной академии).
С 2002 года работал в органах прокуратуры и Следственного комитета РФ. Многократно поощрялся и награждался в связи с успешным расследованием уголовных дел.
В 2005 году был признан победителем конкурса «лучший следователь прокуратуры г. Москвы». Специализировался на расследовании наиболее сложных уголовных дел о преступлениях в сфере экономики и должностных преступлений. Одним из первых в России начал успешно расследовать уголовные дела о рейдерских захватах.
До 2007 года Гривцов работал во втором отделе прокуратуры Москвы, занимавшемся расследованием дел о должностных преступлениях. C 2009 года — следователь по особо важным делам Главного следственного управления Следственного комитета при прокуратуре РФ. Был назначен заместителем начальника следственного отдела по Северо-Восточному округу следственного управления Москвы Следственного комитета при прокуратуре РФ, а позднее был приглашен в центральный аппарат СКП.
Гривцов, в частности, занимался расследованием уголовных дел в отношении Владимира Барсукова (Кумарина), гендиректора ООО «Бизнес-контракт» Николая Нестеренко и участников «тамбовского организованного преступного сообщества». По результатам проведенных следственных действий в числе обвиняемых оказались несколько высокопоставленных офицеров петербургского ГУВД.

### Судебное преследование
В январе 2010 года Гривцов был обвинен в якобы имевшем место вымогательстве у лица, проходившего по делу о рейдерстве (у президента ЗАО «Росэнергомаш» Владимира Палихаты), крупнейшей в истории РФ взятки в размере 15 миллионов долларов США. В качестве меры пресечения ему было избрано заключение под стражу. Гривцов был задержан на рабочем месте 14 января. Свою вину он отрицал, называя уголовное преследование заказным и связывая его с желанием одного из подозреваемых избежать ответственности. По версии защитника Гривцова, его могли «подставить» бизнесмены, желавшие, чтобы работа по уголовному делу об их рейдерских захватах была прекращена.
В феврале 2010 года Мосгорсуд освободил Гривцова из-под стражи под подписку о невыезде с формулировкой об отсутствии каких-либо доказательств причастности Гривцова к преступлению. Суд установил, что следователь был арестован Басманным районным судом без проверки обоснованности подозрений, а всего лишь на основании показаний Палихаты.
В дальнейшем уголовное дело было направлено в суд для рассмотрения по существу. 19 октября 2012 года единогласным вердиктом присяжных заседателей Гривцов был оправдан в связи с отсутствием события преступления.
В дело вмешалась вдова Анатолия Собчака, член Совета Федерации Людмила Нарусова, которая была лично знакома с Владимиром Палихатой. По этому делу она встречалась с генеральным прокурором России и с председателем Следственного комитета России. Впоследствии она была допрошена в качестве свидетеля по делу (по её собственной инициативе).
В январе 2013 года оправдательный приговор был отменен Верховным судом РФ. Данное решение Верховного суда РФ вызвало бурные протесты присяжных заседателей, которые собирали по этому поводу протестную пресс-конференцию. В связи с изменениями в законодательстве Гривцов был лишен повторного права на рассмотрение дела присяжными заседателями. Уголовное дело повторно рассматривалось в Хамовническом районном суде города Москвы. Прокуратура требовала для Гривцова девять лет колонии строгого режима. Однако по приговору суда он вновь был оправдан.
За Гривцовым было признано право на реабилитацию в связи с незаконным уголовным преследованием.

### После вынесения оправдательного приговора
Оба следователя, которые осуществляли незаконное преследование Гривцова, впоследствии были осуждены. Один из следователей (Дмитрий Губерт) также признался, что дело было сфабриковано.
Гривцов не вернулся на работу в правоохранительные органы. Он получил статус адвоката, и, по данным от 2015 года, работает в адвокатском бюро «Забейда, Касаткин, Саушкин и партнеры».
Гривцов пишет научные публикации по тематике уголовного права и уголовного процесса, участвует в правозащитной деятельности, в различных круглых столах и конференциях по вопросам изменений в уголовном законодательстве.

## Личная жизнь
Андрей Гривцов женат, воспитывает несовершеннолетнего сына.